# Psoralea esculenta
Psoralea esculenta är en ärtväxtart som beskrevs av Frederick Traugott Pursh. Psoralea esculenta ingår i släktet Psoralea och familjen ärtväxter. IUCN kategoriserar arten globalt som livskraftig. Inga underarter finns listade i Catalogue of Life.

## Bildgalleri

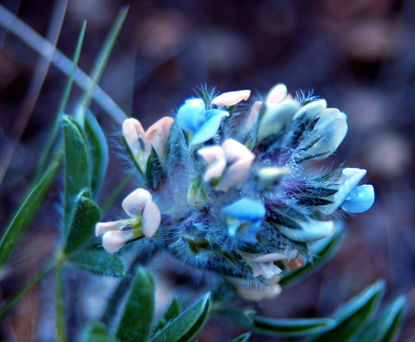
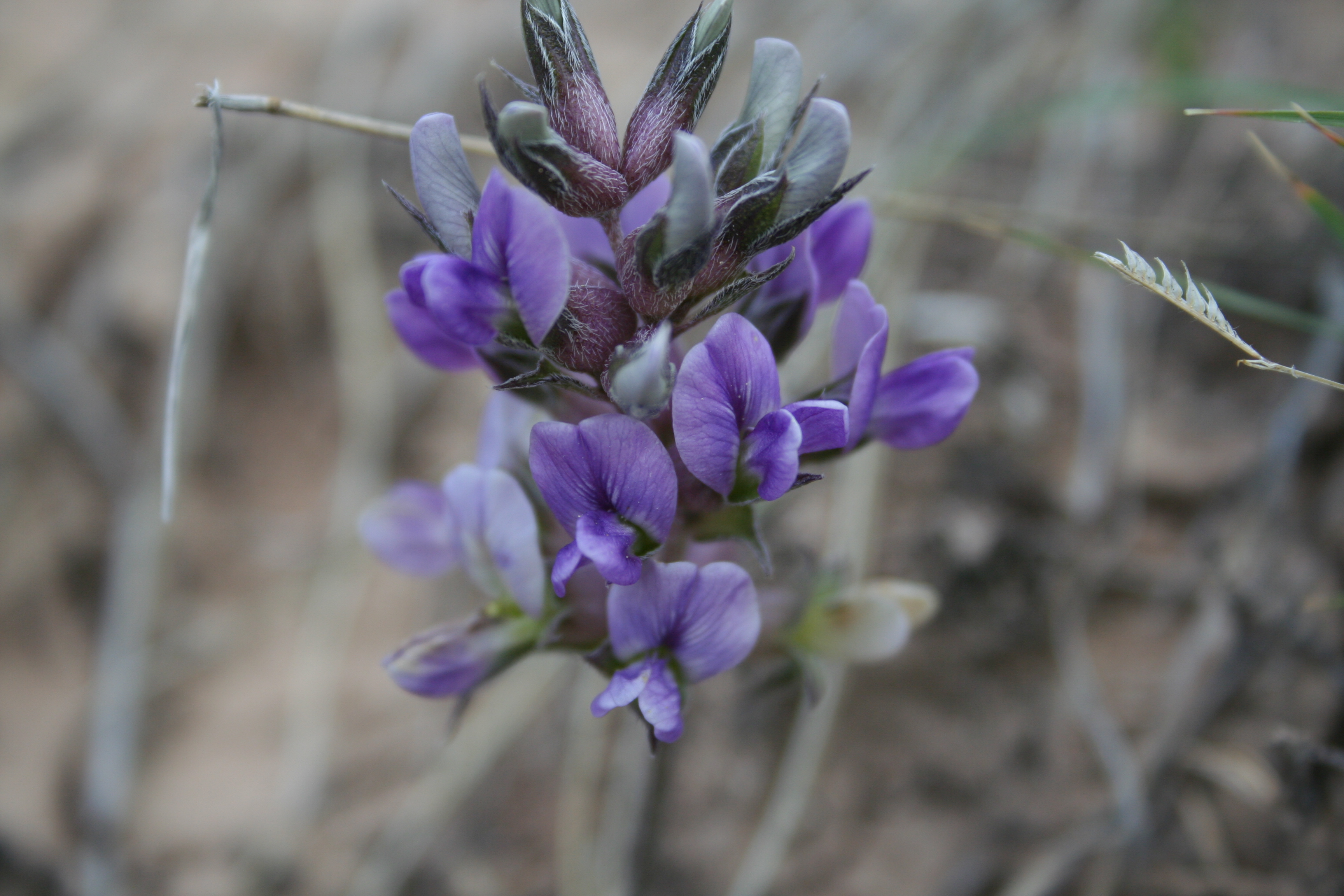
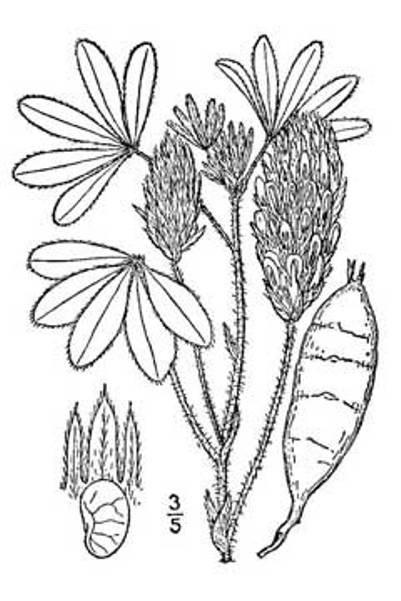